# Czernica (Gaszowice)
Czernica deutsch Czernitz ist ein Ort in der Woiwodschaft Schlesien; er liegt im Powiat Rybnicki und gehört zu der Gemeinde Gaszowice.

## Geschichte
Der Name des Dorfes taucht erstmals in einer Urkunde aus dem Jahr 1317 auf. In den Jahren 1880–1966 wurden hier Gipsvorkommen abgebaut. Im Jahr 1945 wurde das vorhandene Gut, das deutschen Adeligen gehörte, vom Grundbuchamt Rybnik aufgeteilt. In den Jahren 1945–1972 war das Dorf Sitz der Gemeinde Czernica. Im Jahr 1953 wurde die Kirche der Heiligen Jungfrau Maria, Königin von Polen geweiht. In den Jahren 1975–1998 gehörte der Ort administrativ zur Woiwodschaft Kattowitz.

## Sehenswürdigkeiten

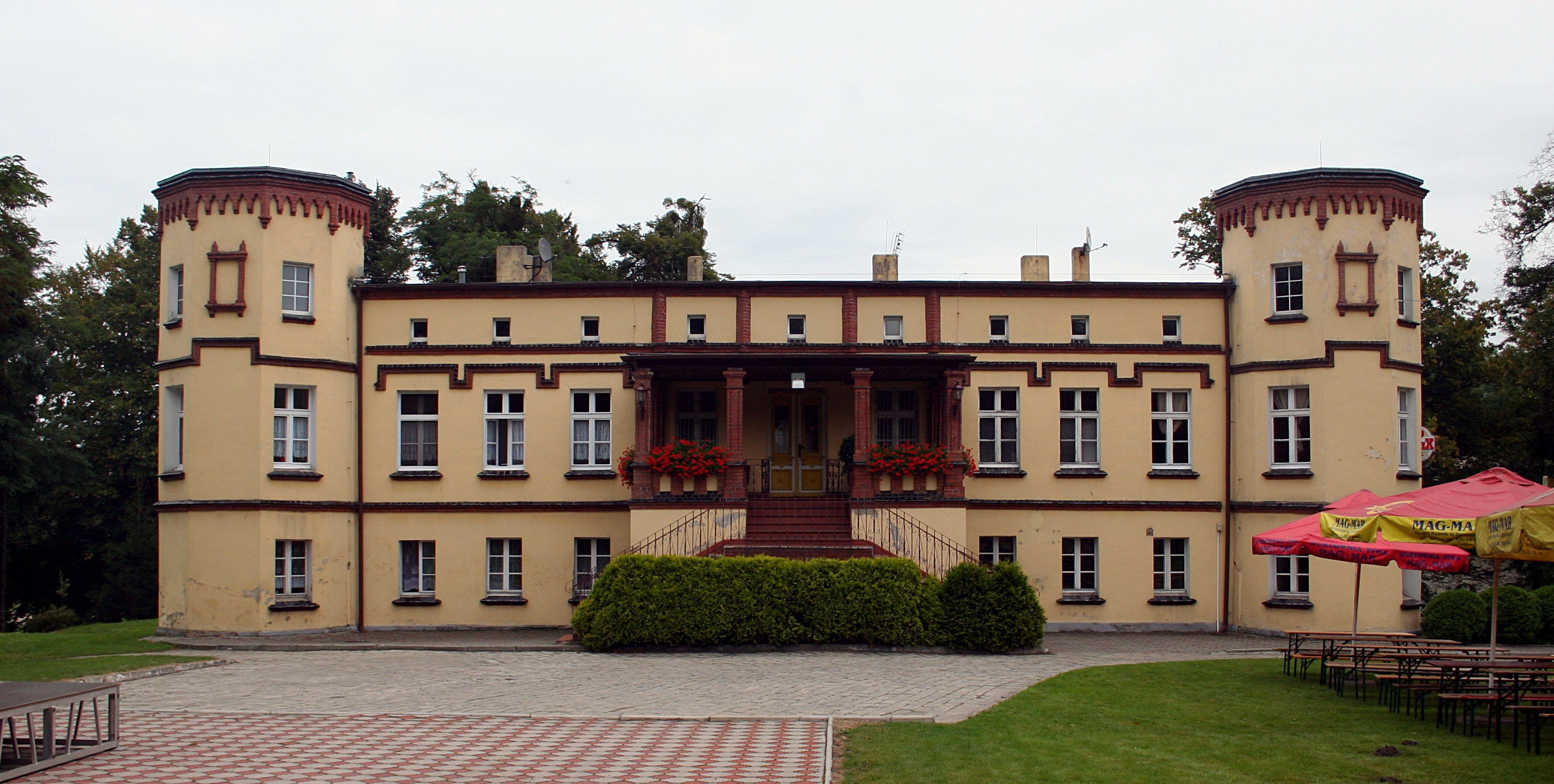
Das ehemalige Gutshaus
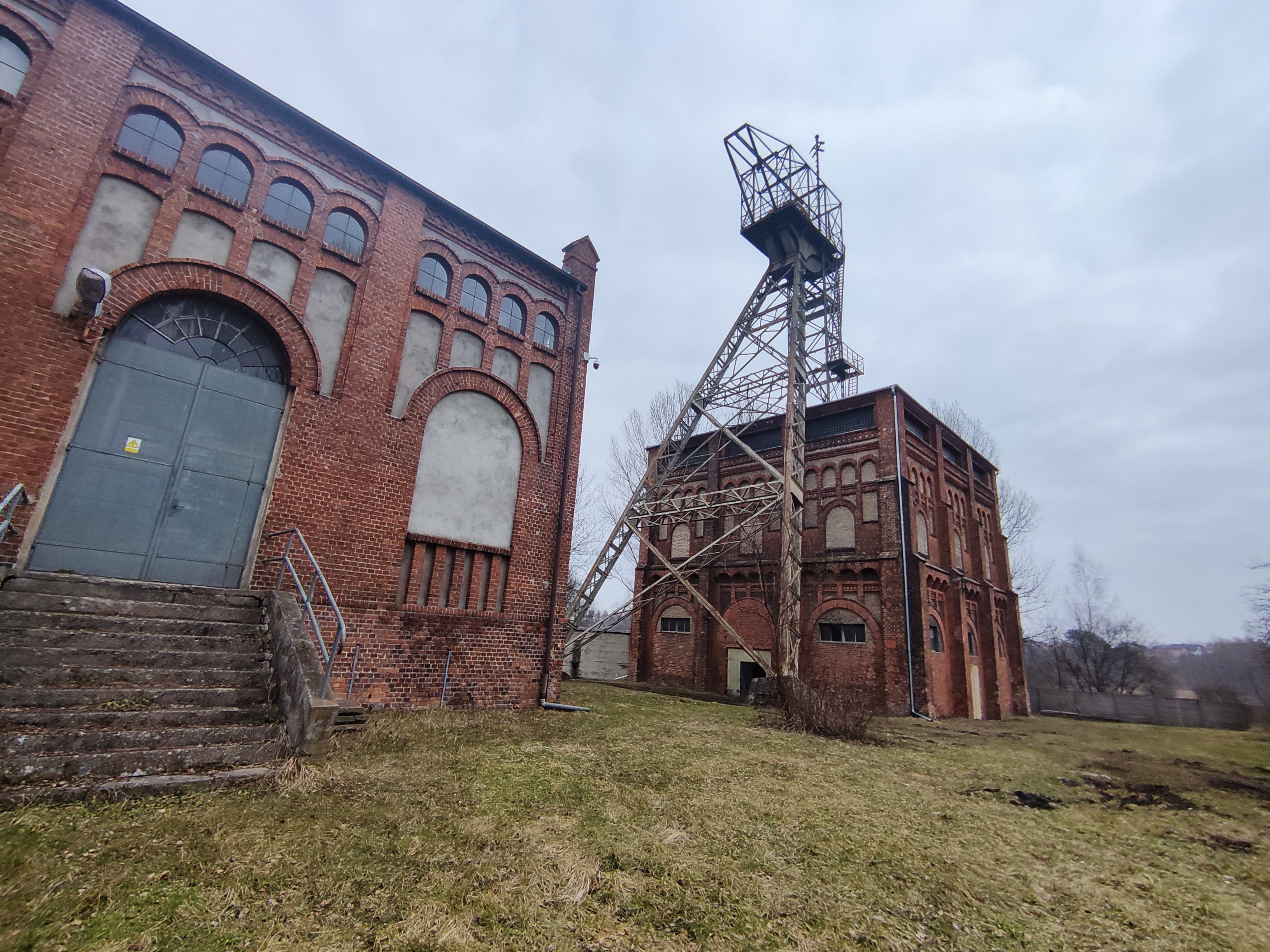
Eine ehemalige Schachtanlage
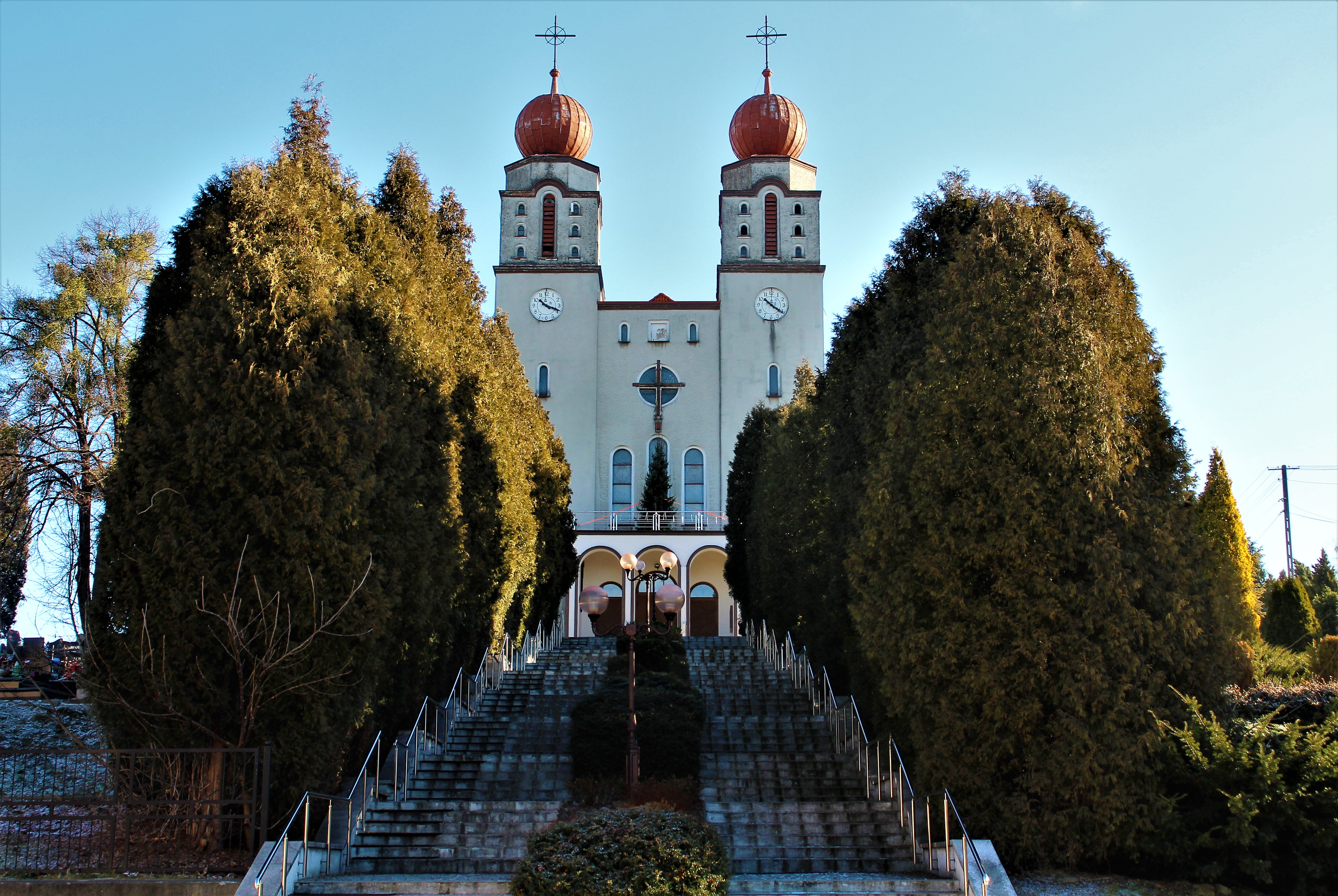
Die Kirche Jungfrau Maria Königin von Polen

- Das Gutshaus (Dwór) wurde nach 1865 in neugotischem Stil errichtet. In einem der Räume ist eine Holzdecke mit Rahmendekoration.[2]

- Der Speicher (Spichlerz) aus dem 18. Jahrhundert ist ein Schrotholzbau auf gemauerten Sockel, 2005 war er in schlechtem Zustand.[3]

- Vom ehemaligen Schacht Erbreich polnisch Zespół szybu wentylacyjnego (KWK Rudołtowy) sind drei Gebäude aus dem Jahr 1896 in historisierendem Stil erhalten.[4]

- Der ehemalige Wetterschacht der Grube Charlotte (Zespół szybu Cecilia) besteht aus sechs Backsteingebäuden aus dem Jahr 1896, die 1910 und nach 1960 umgebaut wurden.[5]

- Die Kirche der Heiligen Jungfrau Maria, Königin von Polen (Kościół Najświętszej Maryi Panny Królowej Polski) wurde 1953 geweiht. 1948 wurde mit dem Bau begonnen. 30 bis 50 Menschen arbeiteten jeden Tag unentgeltlich auf der Baustelle, obwohl die kommunistischen Behörden die Arbeiten behinderten.

## Söhne und Töchter des Ortes
- Henryk Mikołaj Górecki (1933–2010), Komponist